# Oxypoda vicina
Oxypoda vicina är en skalbaggsart som beskrevs av Ernst Gustav Kraatz 1856. Oxypoda vicina ingår i släktet Oxypoda, och familjen kortvingar. Arten är reproducerande i Sverige.